# Juhan Liiv

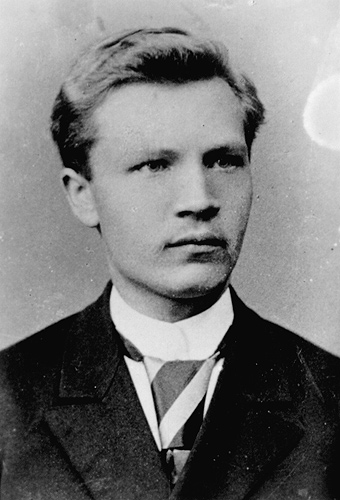
Juhan Liiv.

Juhan Liiv (Alatskivi, 30 de abril de 1864 – Kavastu-Koosa, actual Luunja, Tartumaa, 1 de diciembre de 1913) fue un poeta y escritor estonio. Su poesía, concisa y minimalista, está dedicada a su patria y a la naturaleza, y está impregnada de una gran sensibilidad.